# Callomyia dorsimaculata
Callomyia dorsimaculata är en tvåvingeart som beskrevs av Shatalkin 1982. Callomyia dorsimaculata ingår i släktet Callomyia och familjen svampflugor. Inga underarter finns listade i Catalogue of Life.